# Gisilia subcrocea
Gisilia subcrocea is een vlinder uit de familie prachtmotten (Cosmopterigidae). De wetenschappelijke naam van deze soort is voor het eerst geldig gepubliceerd in 1923 door Meyrick.
De soort komt voor in tropisch Afrika.